# Новозеландские свистуны
Новозеландские свистуны, или пиопио (лат. Turnagra), — вымерший род птиц семейства Oriolidae, включающий в себя два вымерших вида, которые ранее считались подвидами. Считается, что данный род вымер вследствие вырубки лесов и появления млекопитающих хищников и крыс в XIX веке. По одним данным последняя птица была убита в 1902 году, по другим данным птицу регистрировали в 1970-х годах.

## Виды
- † Turnagra capensis Sparrman, 1787 — Новозеландский свистун[1] — вымер около 1955 года. Обитал на острове Южный Новой Зеландии.
- † Turnagra tanagra Schlegel, 1866 — вымер ок. 1963 года. Обитал на острове Северный Новой Зеландии.

## Галерея

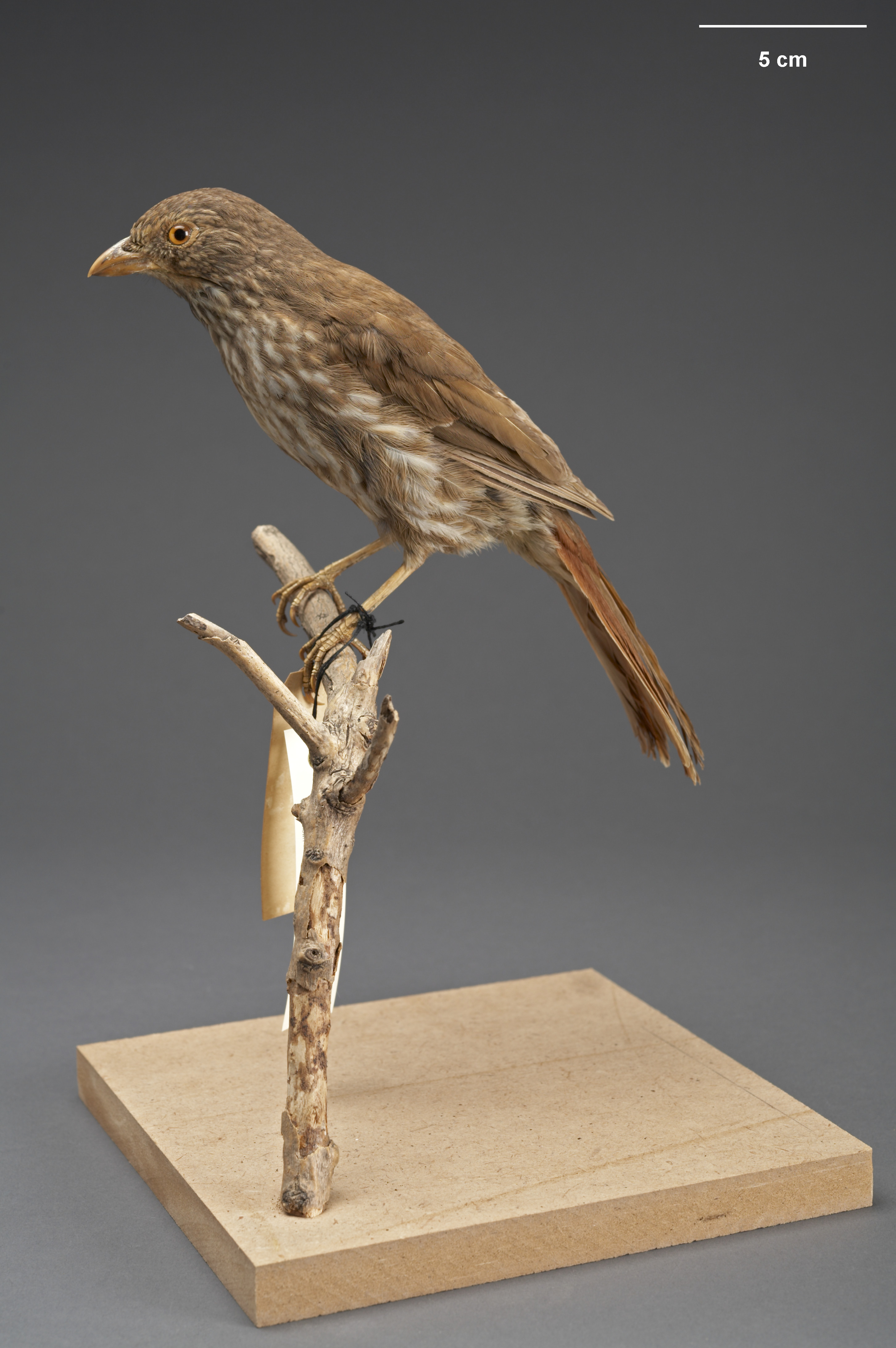
Чучело вида Turnagra capensis
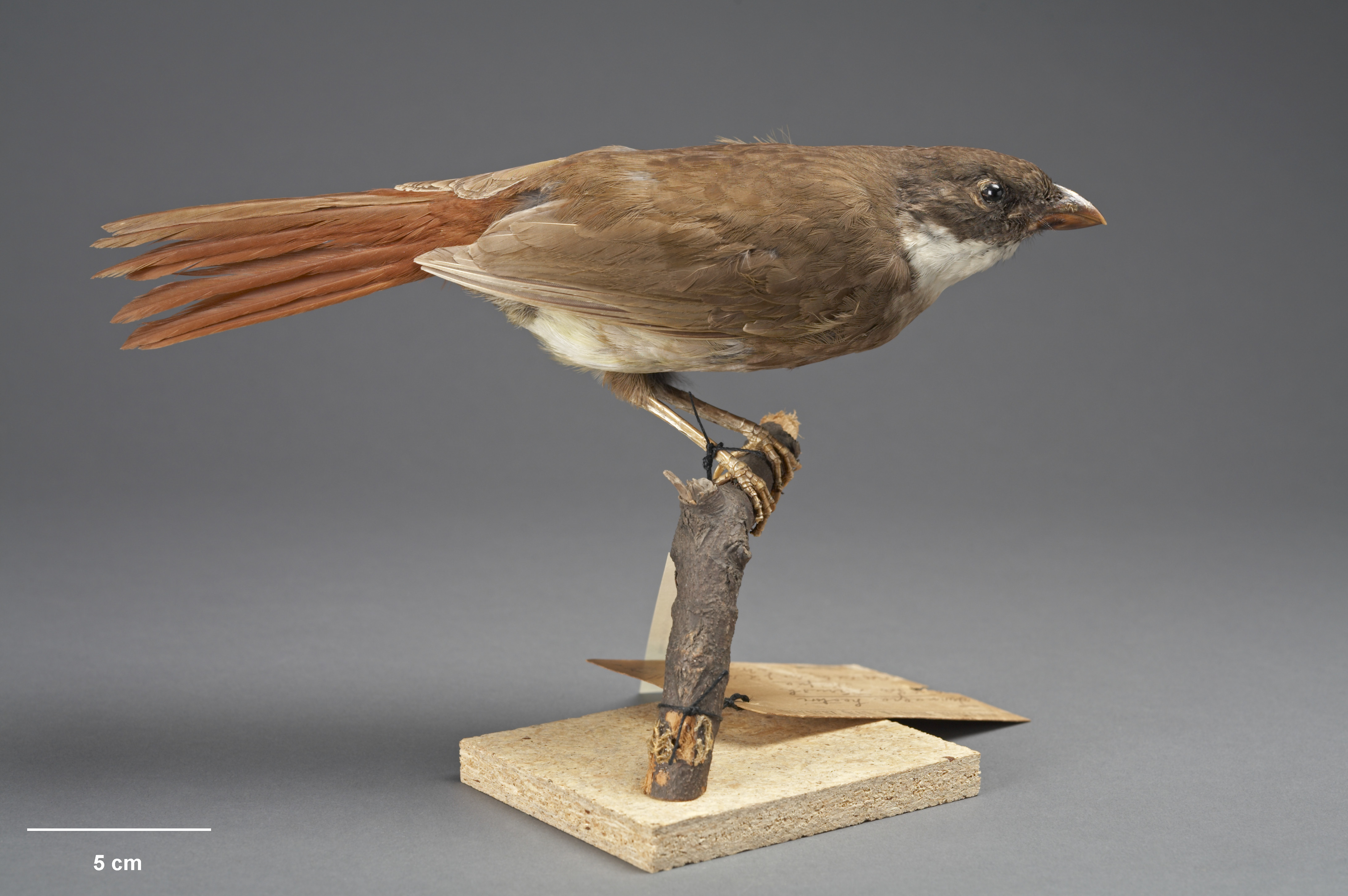
Чучело вида Turnagra tanagra
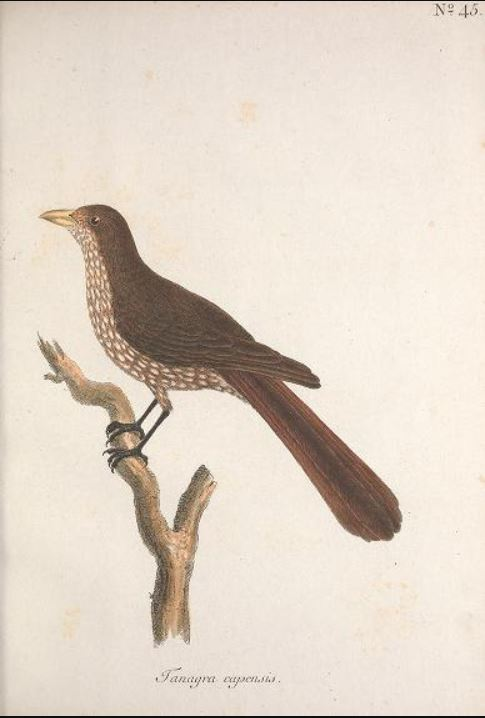
Иллюстрация вида Turnagra capensis
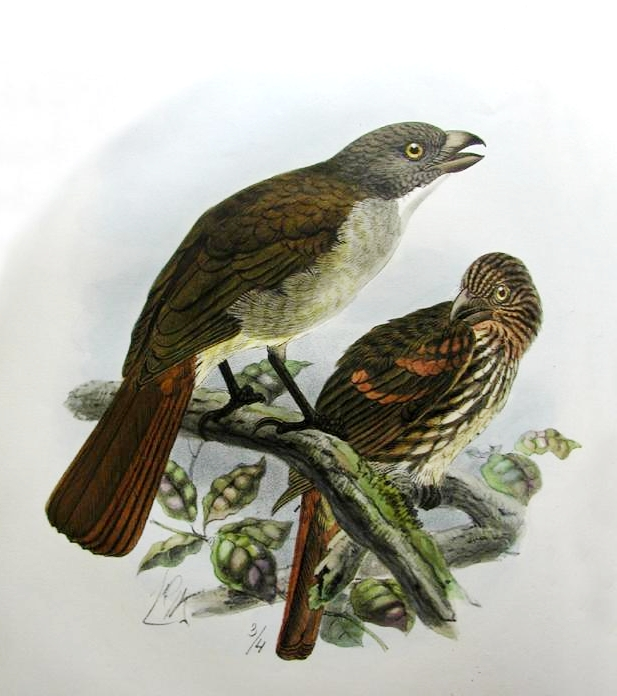
Иллюстрация двух видов